# Moravská Loděnice
Moravská Loděnice je bývalá obec, nyní katastrální území obce Bohuňovice v Olomouckém kraji, okres Olomouc. Nachází se na západě obce za železniční tratí.

## Historie
První písemná zmínka o vsi pochází z roku 1238 (Lodeniche). Původně šlo jen o Loděnici, příp. Dolní Loděnici, až od roku 1849 se oficiálně uvádí jako Moravská Loděnice. Nejdříve byla markraběcím statkem, po roce 1580, kdy se zde nacházela tvrz s dvorem a malou osadou zvanou Lhotka, již patřila městu Olomouc. Loděnice měla právo pečeti, přičemž se zachovaly její různé varianty z roku 1597, 1671 a ze 70. let 19. století. Za třicetileté války zřejmě nebyla příliš poškozena, podle lánových rejstříků zde bylo celkem 43 usedlostí, z toho jen čtyři opuštěné. Hospodařil zde tehdy jeden velký rolník, 18 středních, čtyři malorolníci a 16 domkářů.
Samostatnou obcí se Moravská Loděnice stala se vznikem obecních samospráv v roce 1850, patřila do politického okresu Olomouc-venkov (Bohuňovice naproti tomu spadaly do okresu Šternberk). Šlo o ryze českou obec, v níž v tu dobu žilo přes 500 obyvatel. Fungoval zde např. vodní mlýn, cihelna, parní pekárna, vyráběl se zde cement, lihoviny i sodová voda. Již v roce 1851 vyšly Paměti obce Moravská Loděnice, které sepsal místní rolník a pozdější dlouholetý starosta František Král. Politicky činní byli v Moravské Loděnici lidovci, agrárníci, živnostensko-obchodnická strana i komunisté. V letech 1882 a 1892 obec postihly dva velké požáry.
Kulturně zde působil nejprve např. vzdělávací a čtenářský spolek „Domovina“ nebo Vzájemně se podporující jednota „Svatopluk“. V roce 1898 byl v Moravské Loděnici založen Sokol, který si roku 1913 vybudoval sokolovnu, jež svého času sloužila i jako kino. Sokolové také hráli ochotnické divadlo, stejně jako katoličtí Orlové, kteří roku 1920 převzali dům spolku Domovina (dnes sloužící jako kino). Po válce byl založen oddíl kopané a hokejový tým, jenž navázal na dřívější HC Trusovice. V roce 1960 byly Bohuňovice, Moravská Loděnice a Trusovice sloučeny v jednu obec a místní sokolská jednota tak byla přejmenována na TJ Sokol Bohuňovice.